# Emirates Tower Two
Emirates Tower Two, también llamado Emirates Hotel Tower, es un rascacielos de 56 plantas situado en la ciudad de Dubái, en los Emiratos Árabes Unidos.
Su construcción fue finalizada el 15 de abril de 2000. La altura de su estructura es de 309 metros. El hotel es de 5 estrellas y tiene 40 suites de lujo. Emirates Tower Two es el más bajo de los dos rascacielos hermanos que conforman las "Emirates Towers", en la avenida Sheikh Zayed Road. Ofrece habitaciones espaciosas, acceso gratuito a Internet y aparcamiento gratuito, todo ello a unos minutos de la estación de metro de Dubái.
El hotel ofrece 400 amplias y elegantes habitaciones y suites, todas con baño de lujo. La Chopard Ladies Floor es una planta pensada especialmente para mujeres. Hay 15 restaurantes y bares que sirven una amplia variedad de cocina internacional. El hotel también tiene su propia calle de tiendas exclusivas. Las instalaciones de ocio del edificio incluyen 2 gimnasios, una piscina y una terraza, así como instalaciones de spa. También hay un servicio de transporte al parque acuático Wild Wadi y a una playa privada.
En la gala de los Premios de Viajes de Negocios 2009, el Emirates Tower Two fue galardonado con el premio al mejor hotel de negocios en Oriente Medio y al mejor hotel de negocios en Dubái. [cita requerida]